# Apache Kid, le Cow-boy fantôme
Pour plus de détails, voir Fiche technique et Distribution.
Apache Kid, le Cow-boy fantôme (The Apache Kid) est un film américain réalisé par George Sherman, sorti en 1941.

## Fiche technique
- Titre français : Apache Kid, le Cow-boy fantôme[1]
- Titre original : The Apache Kid
- Réalisation : George Sherman
- Scénario : Richard Murphy et Eliot Gibbons
- Photographie : Harry Neumann
- Montage : Lester Orlebeck (en)
- Musique : Cy Feuer (en)
- Pays de production : États-Unis
- Format : Noir et blanc - 1,37:1
- Genre : western
- Durée : 56 minutes
- Date de sortie : 
  - États-Unis : 1941
  - France : 12 juillet 1950[1]

## Distribution
- Donald Barry : Pete Dawson alias The Apache Kid
- Lynn Merrick : Barbara Taylor
- LeRoy Mason : Nick Barter
- Robert Fiske (en) : Joe Walker
- John Elliott : Juge John Taylor
- Forbes Murray : Commissaire des routes des États-Unis
- Monte Montague : Shériff
- Al St. John : Garde
- Fred Toones : Snowflake